# (33983) 2000 NV23
2000 NV23 (asteroide 33983) é um asteroide da cintura principal. Possui uma excentricidade de 0.17742590 e uma inclinação de 7.09535º.
Este asteroide foi descoberto no dia 5 de julho de 2000 por LONEOS em Anderson Mesa.